# Csillagászati koordináta-rendszer
A csillagászatban, csillagászati koordináta-rendszernek nevezzük azokat a koordináta-rendszereket, mellyel megadunk az égbolton egy helyet. Többféle koordináta-rendszer van, mindegyik egy az éggömbre kivetített koordinátahálót használ, analóg módon a földrajzi koordináta-rendszerrel, melyben a Föld felszínén jelölhetünk ki egy helyet. Az égboltot gömb alakúnak látjuk, és az égitestek látszólag ezen a gömbfelületen helyezkednek el, ezért elég az irányukat meghatározni. A koordináta-rendszerek a következő dolgokban térnek el: az alapsíkban (a földinél az egyenlítő), mely két félgömbre osztja az égboltot, és az alapsíkon lévő alapirányban (a földinél a greenwichi délkör és az egyenlítő metszéspontja). A gömbi koordináta‑rendszerben a helyet ekkor két szög adja meg, melyek hasonlóak a földrajzi szélességhez és hosszúsághoz.
| koordináta-rendszer neve | alapsík                 | alapirány           | szélesség jellegű koord.¹ | hosszúság jellegű koord¹ | hosszúság mérésiránya²   |
| ------------------------ | ----------------------- | ------------------- | ------------------------- | ------------------------ | ------------------------ |
| horizontális             | horizont                | déli irány          | m magasság                | Az Azimut                | zenit felől -            |
| I. ekvatoriális          | égi egyenlítő           | déli irány          | δ deklináció              | t (τ) óraszög 0-24 h     | pólus felől -            |
| II. ekvatoriális         | égi egyenlítő           | tavaszpont          | δ deklináció              | Ra vagy α Rektaszcenzió  | pólus felől +            |
| ekliptikai               | ekliptika               | tavaszpont          | β ekliptikai szélesség    | λ ekliptikai hosszúság   | ekliptikai pólus felől + |
| galaktikus               | a Tejút szimmetriasíkja | a Tejút középpontja | b galaktikus szélesség    | l galaktikus hosszúság   | galaktikus pólus felől + |

¹ Ahol nincs megadva: a szélességek -90° és + 90° közötti értékűek, a hosszúságok 0° és 360° közöttiek
² + = az óramutató járásával ellentétes, - = az óramutató járásával megegyező
A koordináta-rendszer középpontjának helye szerint megkülönböztetünk topocentrikus, geocentrikus, heliocentrikus stb. rendszereket. A Földhöz közeli égitestek esetében az észlelés helyétől függően többé vagy kevésbé mások lesznek a koordináták.